# Scandriglia
Scandriglia é uma comuna italiana da região do Lácio, província de Rieti, com cerca de 2.379 habitantes. Estende-se por uma área de 63 km², tendo uma densidade populacional de 38 hab/km². Faz fronteira com Licenza (RM), Monteflavio (RM), Montorio Romano (RM), Nerola (RM), Orvinio, Percile (RM), Poggio Moiano, Poggio Nativo, Pozzaglia Sabina.

## Demografia
| Variação demográfica do município entre 1861 e 2011                               |
|                                                                                   |
| Fonte: Istituto Nazionale di Statistica (ISTAT) - Elaboração gráfica da Wikipedia |